# Droit colonial

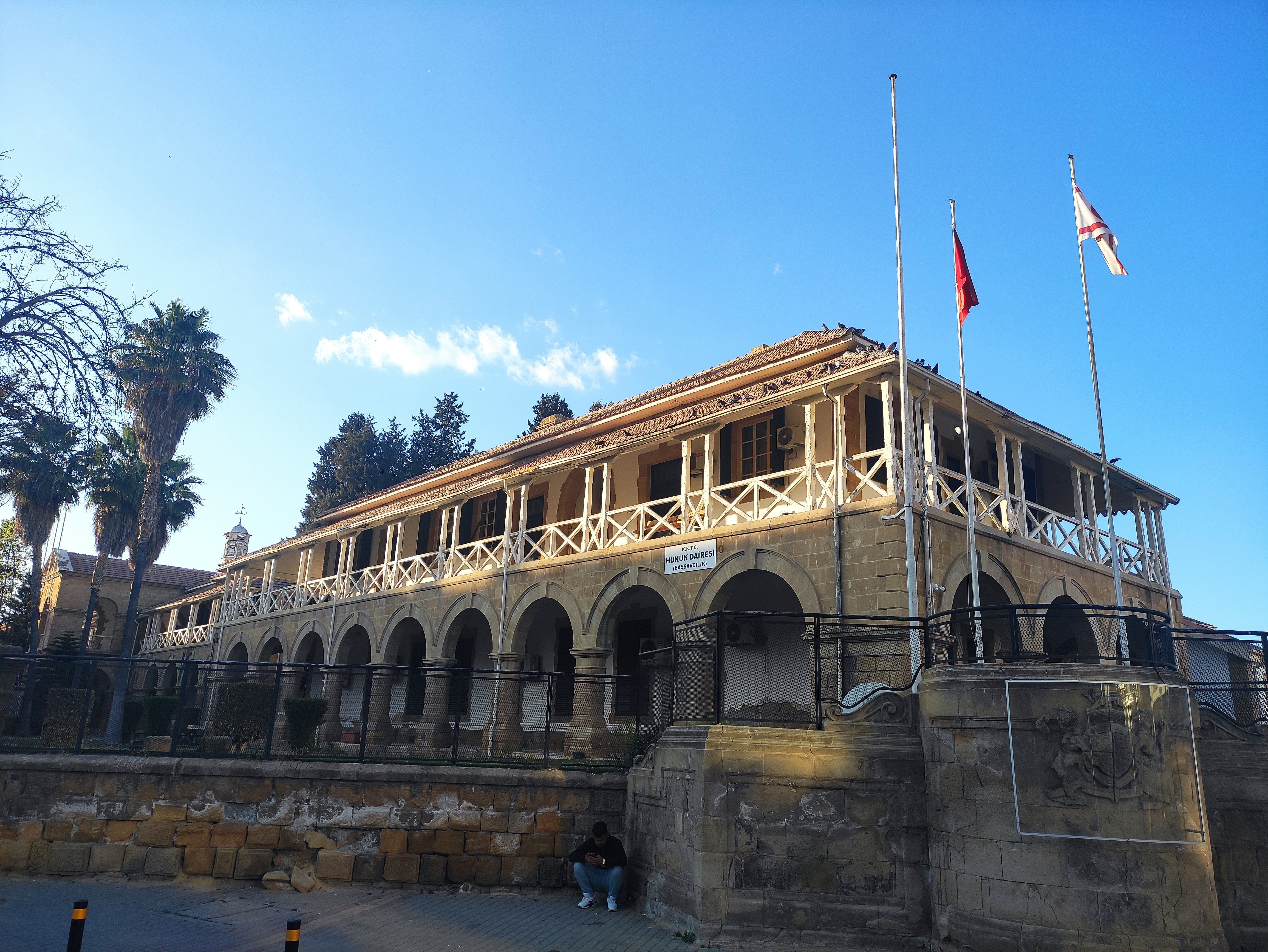
Tribunal colonial britannique en Chypre du Nord

Le droit colonial désigne les politiques juridiques des empires coloniaux. Ses caractéristiques diffèrent dans l'histoire et selon les colonisations considérées, mais il est globalement marqué par le traitement discriminatoire des ressortissants des peuples colonisés au sein du système judiciaire colonial. Un autre aspect important du droit colonial est son rapport avec les traditions juridiques des peuples colonisés, et les manières dont il tente de les gérer.

## Place du droit dans le colonialisme
Le droit colonial a traditionnellement été compris comme l'« avant-garde du colonialisme », servant comme instrument de domination, mais aussi de moyen de résistance plus ou moins pacifiée pour les communautés colonisées. Ainsi, les études sur le droit colonial d'avant les années 1980 ont avant tout mis en lumière les manières dont le droit a façonné des domaines tels que l'ordre social, politique, économique et culturel des sociétés colonisées.
Plus généralement toutefois, le droit, en tant qu'ensemble d'idées, de technologies, de pratiques et de formes institutionnelles juridiques, a façonné les structures et les processus de la colonisation elle-même. Bien plus, loin d'être un monolithe imposé unilatéralement par les colonisateurs, le droit colonial, à l'examen attentif, est une matière mobile tissée par les rapports de pouvoir et de résistance à l'échelle transnationale, influençant les sociétés tant dans les colonies que dans les métropoles. En particulier, le « droit coutumier » est une catégorie produite par la colonisation et forgée à travers des luttes historiques spécifiques entre le pouvoir colonial et les groupes colonisés. Ces phénomènes ont été étudiés dans le cadre des études sur le pluralisme juridique, qui examinent la co-production des lois et des ordres juridiques dans les contextes coloniaux et post-coloniaux.
Le droit a aussi souvent été imaginé comme un « cadeau » de la colonisation, selon l'idée persistante que les colonisateurs européens, en particulier les Britanniques, auraient apporté le droit dans des pays auparavant anomiques, et l'auraient légué en héritage comme un moyen de se civiliser. Cette idée est liée au fait que la rule of law, ou l'État de droit, faisaient partie des objectifs primordiaux de la colonisation en tant que motifs et moyens de sa mission civilisatrice,.
Un autre rôle important du droit dans la colonisation tient à la manière dont il sert à soumettre les règles d'intendance de la terre au régime de propriété colonial.

## Légitimation des conquêtes
La prise de possession des territoires coloniaux était rationalisée sur un mode juridique par la doctrine de la découverte et le principe de terra nullius. Les colonisateurs revendiquaient la philosophie libéraliste, notamment celle de John Locke, selon laquelle toute terre doit être améliorée, c'est-à-dire cultivée à l'européenne, et que c'est là l'origine naturelle de la propriété privée. Ce philosophe a notamment écrit : « Au commencement, la terre était une Amérique », car pour lui l'Amérique était fondamentalement un pays à conquérir et à coloniser et donc l'exemple parfait du rapport « naturel » de l'homme à la terre. Dans les faits cependant, les différentes entreprises de colonisation se sont largement faites en dehors voire au mépris des différents systèmes de droit métropolitains, qui se sont souvent retrouvés à essayer de légiférer après-coup sur les prises de possession de terres autochtones.

## Par empire

### Belgique

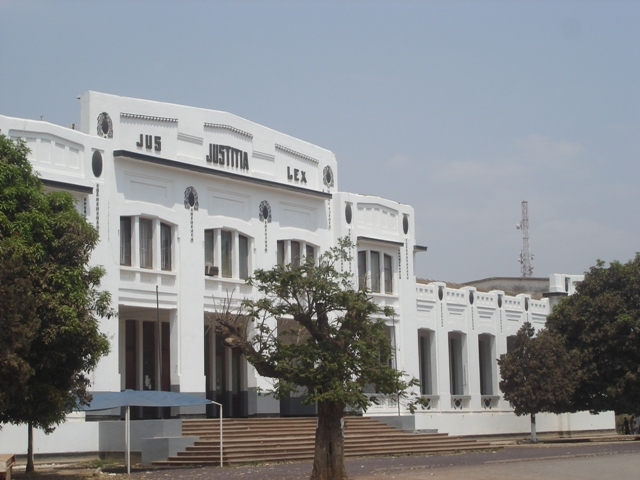
Palais de
Justice de Lubumbashi, construit dans les années 1910.

Le droit colonial belge s'est principalement construit sur le principe selon lequel les gens africaines ne seraient pas civilisées, et que ce serait la mission du royaume belge de les élever. Les pratiques juridiques des peuples colonisés ont été assimilées au concept européen de la coutume comme un reflet non-écrit de l'esprit d'une nation, au nom de quoi elles ont été ignorées et déconsidérées.

### Grande-Bretagne
Le droit colonial britannique est le droit appliqué historiquement dans l'empire britannique. La colonisation britannique a étendu l'administration du droit anglais commun et statutaire aux territoires nouvellement acquis en Amérique, en Asie, en Afrique et dans le Pacifique. La common law, en évolution depuis le XIIe siècle en Angleterre, repose sur la coutume et la jurisprudence. Il a constitué la base de la juridiction britannique dans les colonies d'exploitation, les comptoirs de l'océan Indien ainsi que les colonies de peuplement en Amérique du Nord, en Afrique du Sud et en Australie. Toutefois, les agents de l'administration britannique ont rapidement reconnu la nécessité d'adapter le droit aux circonstances locales, amendé par des lois coloniales en réponse à des situations spécifiques. Jusqu'à l'adoption de la Loi sur la validité des lois coloniales en 1865, ces lois n'étaient valables que si elles n'étaient pas incompatibles (en) avec les dispositions des ordres juridiques locaux. Ce principe de non-repugnancy (non-contrariété) a persisté jusqu'au Statut de Westminster de 1931, qui a accordé la validité aux lois des dominions. Il est encore valide au Nigeria ainsi que dans plusieurs autres pays africains.

### Espagne
Le derecho indiano est le droit colonial appliqué historiquement dans l'empire espagnol. C'était un droit tourné vers l'évangélisation. Il avait pour sources à la fois les ordres juridiques amérindiens, les lois créées spécialement par l'Espagne pour ses colonies, et le droit royal castillan, et le Conseil des Indes y jouait un rôle particulier. De 1492 à 1499, il n'y avait que les Capitulations de Santa Fe, puis il y eut une période de restructuration jusqu'en 1511, après laquelle furent faites notamment les Leyes Nuevas et le Requerimiento, et enfin il y eut la phase principale d'élaboration du droit de l'empire hispanique de  1568 à 1680 avec les Lois des Indes.
Les colonisateurs espagnols reconnaissaient dans une certaine mesures les nations et dirigeants amérindiens, mais justifiaient leurs conquêtes par le principe médiéval selon lequel le monde appartiendrait aux princes chrétiens.
Le système juridique colonial de l'empire espagnol reposait sur une hiérarchisation raciste, qui discriminait les unions entre personnes noires, amérindiennes et blanches et déconsidérait les personnes considérées comme métisses et les esclaves affranchis, obligés de s'habiller différemment des colons. Cependant, les mestizos étaient avantagés par rapport aux personnes classées comme inférieures: ainsi, ils avaient accès à l'enseignement primaire, alors que les amérindiens étaient censés obéir aux ordres de n'importe qui, sur le champ.

### Portugal

#### Au Brésil
Le droit colonial brésilien est le droit appliqué historiquement dans le Brésil colonial.
L'historiographie traditionnelle a abordé le droit colonial portugais au Brésil comme un cas de transplantation juridique, valorisant l'étude de l'ordre royal dans le contexte du Portugal en tant qu'État centralisé précoce. Cependant, une perspective plus récente se concentre sur le pluralisme juridique de l'époque, dans laquelle les ordres normatifs dépassaient la simples jonction des différents systèmes de droit en présence, en l'occurrence le ius commune européen, le droit canonique et les ordres de droit locaux. Dans ce contexte, les pratiques juridiques et les instituts établis pour combler les lacunes et résoudre les cas concrets sont valorisés.
L'historien du droit portugais Antonio Manuel Hespanha fut l'un des principaux partisans de la théorie d'un droit brésilien propre, se fondant sur un ensemble de décisions juridiques et de documents juridiques de l'époque. Des critiques, comme l'historienne Laura de Mello e Souza, soulignent un manque de contextualisation appropriée, en particulier dans l'application du concept d'Ancien Régime à la colonie brésilienne.

## En droit international
À travers le système du mandat de la Société des Nations, la colonisation a été poursuivie par les empires européens sous le couvert d'une représentation de la communauté mondiale qui était en fait contrôlée par les puissances occidentales.
Selon Michel Erpelding, le droit colonial, particulièrement dans les condominiums, a préfiguré et influencé le développement du droit de l'Union européenne.

## Impact sur la jurisprudence islamique
La colonisation et ses institutions juridiques ont bouleversé la jurisprudence islamique et ont durablement marqué son évolution.

### Notices encyclopédiques
- (en) Diane Erica Kirkby, « Law, Colonial Systems of », dans Encyclopedia of Western Colonialism since 1450, Detroit, Macmillan Reference USA, 2007 (ISBN 9780028660851, lire en ligne) (consulté le 30 janvier 2024)
- (en) Sally Engle Merry, « Colonial and Postcolonial Law », dans The Blackwell Companion to Law and Society, Blackwell Publishing Ltd, 1er janvier 2004, 569–588 p. (ISBN 978-0-470-69365-0, DOI 10.1002/9780470693650.ch30, lire en ligne)
- (de) Luigi Nuzzo, « Kolonialrecht », dans Europäische Geschichte Online (EGO) (lire en ligne) (consulté le 31 janvier 2024)

### Monographies
- (en) Lauren Benton, Law and Colonial Cultures: Legal Regimes in World History, 1400-1900, Cambridge University Press, 2002 (ISBN 978-0-521-00926-3, lire en ligne)
- Bernard Durand et Pascal Vielfaure, Les justices en monde colonial: XVIe-XXe siècles un ordre en recherche de modèles, Faculté de droit et de science politique de Montpellier, 2016 (ISBN 979-10-91076-28-9)
- Belmessous, Saliha (ed.), Native Claims: Indigenous Law against Empire, 1500–1920 (2011; online edn, Oxford Academic, 19 Jan. 2012), https://doi.org/10.1093/acprof:oso/9780199794850.001.0001, accessed 25 Sept. 2024.

### Chapitres d'ouvrages
- Boaventura de Sousa Santos, « Colonial Law and Imperial Law », dans Law and the Epistemologies of the South, Cambridge University Press, coll. « Cambridge Studies in Law and Society », 2023, 239–268 p. (ISBN 978-1-107-15786-6, lire en ligne)

### Articles de revues spécialisées
- (en) Sally Engle Merry, « Colonial Law and Its Uncertainties », Law and History Review, vol. 28, no 4,‎ novembre 2010, p. 1067–1071 (ISSN 1939-9022 et 0738-2480, DOI 10.1017/S0738248010000775, lire en ligne, consulté le 30 janvier 2024)
- (en) Martti Koskenniemi, « Colonial Laws: Sources, Strategies and Lessons? », Journal of the History of International Law / Revue d'histoire du droit international, vol. 18, nos 2-3,‎ 13 avril 2016, p. 248–277 (ISSN 1388-199X et 1571-8050, DOI 10.1163/15718050-12340059, lire en ligne, consulté le 30 janvier 2024)
- Bernard Durand, « Le droit colonial au gré de la mondialisation. Un ordre sous surveillance », Histoire de la justice, vol. 26, no 1,‎ 2016, p. 11–28 (ISSN 1639-4399, DOI 10.3917/rhj.026.0011, lire en ligne)